# Pierre Frieden
Pierre Frieden (Mertert, 28 d'octubre de 1892 - Zúric, 23 de febrer de 1959) fou un escriptor i polític luxemburguès, Primer Ministre de Luxemburg durant onze mesos, del 29 de març de 1958 fins a la seva mort, el 23 de febrer de 1959. També va exercir el càrrec de ministre de l'Interior des de 1951.

## Biografia
De 1912 a 1916 va estudiar filosofia i literatura a la ciutat de Luxemburg i en Friburg, Zúric, Ginebra i Múnic. El 1919 es va convertir en professor i va ensenyar fins al 1940 al Lycée classique de Diekirch, l'Ateneu de Luxemburg i a les Cours Supérieurs.
Durant la invasió alemanya de Luxemburg el 1940 ell va ser l'únic membre del govern que no va poder escapar a l'exili. Del 18 de setembre fins al 4 de novembre de 1942 va ser internat en el camp de concentració d'Hinzert. El 1944, després de l'alliberació de Luxemburg, es va convertir en Ministre d'Educació, Cultura i Ciència per ordre de Pierre Dupong. Des del 14 de desembre de 1945 al 15 de juliol 1948 va ser membre del Consell d'Estat.
Va tornar al seu lloc com a Ministre d'Educació, Cultura i Ciència durant el govern de Joseph Bech,-primer ministre després de la mort de Pierre Dupong el 1953-. També va ser Ministre de l'Interior. El 29 de maig de 1958 es va convertir en primer ministre. Solament un any més tard, el 1959, va morir a Zuric.

## Obra literària
L'obra literària de Pierre Frieden té com a centre la llum d'un humanisme catòlic.
Publicacions en francès
- De la primauté du spirituel
- Variations sur le thème humaniste et européen
- Vertus de l'humanisme chrétien

Publicacions en alemany
- Das französische Bildungswesen in Geschichte und Gegenwart
- Meditationen um den Menschen. Band 1
- Meditationen um den Menschen. Band 2
- Fritz Endres. Erlebnissse aus Gefängnis und KZ